# Furudono (Fukushima)
Furudono (古殿町 Furudono-machi?) es un pueblo localizado en la prefectura de Fukushima, Japón. En junio de 2019 tenía una población de 4.835 habitantes y una densidad de población de 29,6 personas por km². Su área total es de 163,29 km².

## Geografía

### Municipios circundantes
- Prefectura de Fukushima
  - Iwaki
  - Samegawa
  - Ishikawa
  - Hirata

## Demografía
Según datos del censo japonés, la población de Furudono ha disminuido en los últimos años.
| Año del censo | Población |
| ------------- | --------- |
| 1995          | 7.348     |
| 2000          | 6.818     |
| 2005          | 6.511     |
| 2010          | 6.030     |
| 2015          | 5.373     |